# Драгаліна (комуна)
Драгаліна (рум. Dragalina) — комуна у повіті Келераш в Румунії. До складу комуни входять такі села (дані про населення за 2002 рік):
- Драгаліна (6512 осіб) — адміністративний центр комуни
- Дражна-Ноуе (1115 осіб)
- Константін-Бринковяну (1140 осіб)

Комуна розташована на відстані 98 км на схід від Бухареста, 25 км на північ від Келераші, 107 км на захід від Констанци, 123 км на південний захід від Галаца.

## Населення
За даними перепису населення 2002 року у комуні проживали 8767 осіб.
Національний склад населення комуни:
| Національність | Кількість осіб | Відсоток |
| -------------- | -------------- | -------- |
| румуни         | 7979           | 91,0%    |
| цигани         | 786            | 9,0%     |
| угорці         | 1              | < 0,1%   |

Рідною мовою назвали:
| Мова      | Кількість осіб | Відсоток |
| --------- | -------------- | -------- |
| румунська | 8076           | 92,1%    |
| циганська | 688            | 7,8%     |
| угорська  | 1              | < 0,1%   |
| німецька  | 1              | < 0,1%   |

Склад населення комуни за віросповіданням:
| Релігія        | Кількість осіб | Відсоток |
| -------------- | -------------- | -------- |
| православні    | 8682           | 99,0%    |
| адвентисти     | 58             | 0,7%     |
| п'ятдесятники  | 14             | 0,2%     |
| лютерани       | 8              | 0,1%     |
| римо-католики  | 3              | < 0,1%   |
| греко-католики | 1              | < 0,1%   |
| атеїсти        | 1              | < 0,1%   |